# 謝爾嶺 (加利福尼亞州)
謝爾嶺（英語：Shell Ridge）是位於美國加利福尼亞州康特拉科斯塔縣的一個人口普查指定地區。

## 地理
謝爾嶺的座標為37°54′01″N 122°02′04″W / 37.90028°N 122.03444°W，而該地最高點為海拔高度90米（即295英尺）。

## 人口
根據2010年美國人口普查的數據，謝爾嶺的面積為1.114平方千米，當中陸地面積為1.114平方千米，而水域面積為0.000平方千米。當地共有人口959人，而人口密度為每平方千米860人。